# 13674 Bourge
13674 Bourge eller 1997 MJ2 är en asteroid i huvudbältet som upptäcktes den 30 juni 1997 av OCA–DLR Asteroid Survey (ODAS). Den är uppkallad efter Pierre Bourge.
Asteroiden har en diameter på ungefär 8 kilometer och den tillhör asteroidgruppen Vesta.